# Étevaux
Étevaux és un municipi francès, situat al departament de la Costa d'Or i a la regió de Borgonya - Franc Comtat. L'any 2007 tenia 291 habitants.

## Demografia

### Població
El 2007 la població de fet d'Étevaux era de 291 persones. Hi havia 104 famílies, de les quals 20 eren unipersonals (12 homes vivint sols i 8 dones vivint soles), 36 parelles sense fills i 48 parelles amb fills.
La població ha evolucionat segons el següent gràfic:
Habitants censats

### Habitatges
El 2007 hi havia 115 habitatges, 109 eren l'habitatge principal de la família i 6 estaven desocupats. Tots els 115 habitatges eren cases. Dels 109 habitatges principals, 97 estaven ocupats pels seus propietaris, 11 estaven llogats i ocupats pels llogaters i 1 estava cedit a títol gratuït; 2 tenien dues cambres, 7 en tenien tres, 24 en tenien quatre i 76 en tenien cinc o més. 93 habitatges disposaven pel capbaix d'una plaça de pàrquing. A 46 habitatges hi havia un automòbil i a 58 n'hi havia dos o més.

### Piràmide de població
La piràmide de població per edats i sexe el 2009 era:
| Homes | Edats   | Dones |
| ----- | ------- | ----- |
| 0     | 95 o +  | 0     |
| 0     | 90 a 94 | 8     |
| 0     | 85 a 89 | 0     |
| 0     | 80 a 84 | 0     |
| 4     | 75 a 79 | 8     |
| 8     | 70 a 74 | 4     |
| 0     | 65 a 69 | 0     |
| 0     | 60 a 64 | 4     |
| 8     | 55 a 59 | 0     |
| 4     | 50 a 54 | 8     |
| 16    | 45 a 49 | 16    |
| 4     | 40 a 44 | 8     |
| 20    | 35 a 39 | 16    |
| 4     | 30 a 34 | 4     |
| 4     | 25 a 29 | 12    |
| 0     | 20 a 24 | 4     |
| 12    | 15 a 19 | 8     |
| 16    | 10 a 14 | 0     |
| 4     | 5 a 9   | 24    |
| 4     | 0 a 4   | 4     |

## Economia
El 2007 la població en edat de treballar era de 189 persones, 151 eren actives i 38 eren inactives. De les 151 persones actives 144 estaven ocupades (74 homes i 70 dones) i 7 estaven aturades (5 homes i 2 dones). De les 38 persones inactives 21 estaven jubilades, 13 estaven estudiant i 4 estaven classificades com a «altres inactius».

### Ingressos
El 2009 a Étevaux hi havia 110 unitats fiscals que integraven 300 persones, la mediana anual d'ingressos fiscals per persona era de 20.922 €.

### Activitats econòmiques
Dels 5 establiments que hi havia el 2007, 2 eren d'empreses de construcció, 2 d'empreses de comerç i reparació d'automòbils i 1 d'una empresa immobiliària.
Dels 2 establiments de servei als particulars que hi havia el 2009, 1 era una lampisteria i 1 agència immobiliària.
L'any 2000 a Étevaux hi havia 10 explotacions agrícoles que ocupaven un total de 756 hectàrees.

## Equipaments sanitaris i escolars
El 2009 hi havia una escola elemental integrada dins d'un grup escolar amb les comunes properes formant una escola dispersa.

## Poblacions més properes
El següent diagrama mostra les poblacions més properes.